# NGC 7646
NGC 7646 est une galaxie spirale (barrée ?) située dans la constellation du Verseau. Sa vitesse par rapport au fond diffus cosmologique est de 6 623 ± 26 km/s, ce qui correspond à une distance de Hubble de 97,7 ± 6,9 Mpc (∼319 millions d'al). NGC 7646 a été découverte par l'astronome américain Frank Müller en 1886. Cette galaxie a aussi été observée par l'astronome américain Herbert Alonzo Howe le 28 septembre 1897 et elle a été inscrite à l'Index Catalogue sous la désignation IC 5318.
NGC 7646 présente une large raie HI.
À ce jour, trois mesures non basées sur le décalage vers le rouge (redshift) donnent une distance de 76,700 ± 2,718 Mpc (∼250 millions d'al), ce qui est nettement à l'extérieur des valeurs de la distance de Hubble. Notons que c'est avec la valeur moyenne des mesures indépendantes, lorsqu'elles existent, que la base de données NASA/IPAC calcule le diamètre d'une galaxie et qu'en conséquence le diamètre de NGC 7646 pourrait être d'environ 33,9 kpc (∼111 000 al) si on utilisait la distance de Hubble pour le calculer.

## Classification
La base de données HyperLeda classe NGC 7646 comme une galaxie spirale barrée. La présence d'une barre n'est pas évidente sur l'image obtenue des données du relevé DSS, mais sur l'image de Pan-STARRS, il semble y avoir une barre au centre de cette galaxie. La classification de spirale barrée, ou du moins de spirale intermédiaire est sans doute plus approprié pour cette galaxie.